# Brian Scalabrine
Brian David Scalabrine (Long Beach, 18 maart 1978) is een Amerikaans voormalig professioneel basketbalspeler die uitkwam voor de New Jersey Nets, Boston Celtics en Chicago Bulls in de NBA. Hij speelde als forward. Buiten de NBA speelde hij ook voor het Italiaanse Benetton Treviso in de Lega Basket Serie A. Scalabrine staat ook wel bekend als 'The White Mamba'. 

## Carrière
Brian Scalabrine speelde tot 1995 voor Enumclaw High School in Enumclaw. Daarna speelde hij van 1996 tot 1997 college voor Highline CC en van 1998 tot 2001 voor USC. In 2001 werd hij in de NBA Draft in ronde twee geselecteerd door de New Jersey Nets, als 34e in de algemene draft. Hij speelde daar tot en met 2005 en ging toen naar de Boston Celtics, waarmee hij in 2008 NBA-kampioen werd. In 2010 speelde hij een jaar voor de Chicago Bulls. Hij ging het jaar daarna vanwege een lock-out naar de Italiaanse club Pallacanestro Treviso, om het jaar daarop terug te keren naar Chicago, waar hij zijn laatste seizoen voor de Bulls speelde. In 2013 was hij een jaar assistent-coach bij de Golden State Warriors.

## Erelijst
- NBA-kampioen: 2008

## Statistieken

### Regulier seizoen
| Seizoen  | Team            | WG  | WS | MPW  | 2P%  | 3P%  | FW%  | RPW | APW | SPW | BPW | PPW |
| -------- | --------------- | --- | -- | ---- | ---- | ---- | ---- | --- | --- | --- | --- | --- |
| 2001/02  | New Jersey Nets | 28  | 0  | 10,4 | 34,3 | 30,0 | 73,3 | 1,8 | 0,8 | 0,3 | 0,1 | 2,1 |
| 2002/03  | New Jersey Nets | 59  | 7  | 12,3 | 40,2 | 35,9 | 83,3 | 2,4 | 0,8 | 0,3 | 0,3 | 3,1 |
| 2003/04  | New Jersey Nets | 69  | 2  | 13,4 | 39,4 | 24,4 | 82,9 | 2,5 | 0,9 | 0,3 | 0,2 | 3,5 |
| 2004/05  | New Jersey Nets | 54  | 14 | 21,6 | 39,8 | 32,4 | 76,8 | 4,5 | 1,6 | 0,6 | 0,3 | 6,3 |
| 2005/06  | Boston Celtics  | 71  | 1  | 13,2 | 38,3 | 35,6 | 72,2 | 1,6 | 0,7 | 0,3 | 0,3 | 2,9 |
| 2006/07  | Boston Celtics  | 54  | 17 | 19,0 | 40,3 | 40,0 | 78,3 | 1,9 | 1,1 | 0,4 | 0,3 | 4,0 |
| 2007/08  | Boston Celtics  | 48  | 9  | 10,7 | 38,9 | 32,6 | 75,0 | 1,6 | 0,8 | 0,2 | 0,2 | 1,8 |
| 2008/09  | Boston Celtics  | 39  | 8  | 12,9 | 42,1 | 39,3 | 88,9 | 1,3 | 0,5 | 0,2 | 0,3 | 3,5 |
| 2009/10  | Boston Celtics  | 52  | 3  | 9,1  | 34,1 | 32,7 | 66,7 | 0,9 | 0,5 | 0,2 | 0,1 | 1,5 |
| 2010/11  | Chicago Bulls   | 18  | 0  | 4,9  | 52,6 | 0,0  | 0,0  | 0,4 | 0,3 | 0,2 | 0,2 | 1,1 |
| 2011/12  | Chicago Bulls   | 28  | 0  | 4,4  | 46,7 | 14,3 | 50,0 | 0,8 | 0,5 | 0,2 | 0,2 | 1,1 |
| Carrière | Carrière        | 520 | 61 | 13,0 | 39,0 | 34,4 | 78,3 | 2,0 | 0,8 | 0,3 | 0,2 | 3,1 |

### Play-offs
| Seizoen  | Team            | WG | WS | MPW  | 2P%  | 3P%  | FW%   | RPW | APW | SPW | BPW | PPW |
| -------- | --------------- | -- | -- | ---- | ---- | ---- | ----- | --- | --- | --- | --- | --- |
| 2001/02  | New Jersey Nets | 6  | 0  | 2,3  | 33,3 | 0,0  | 0,0   | 0,5 | 0,0 | 0,0 | 0,2 | 0,3 |
| 2002/03  | New Jersey Nets | 7  | 0  | 2,9  | 50,0 | 0,0  | 0,0   | 0,6 | 0,0 | 0,0 | 0,0 | 0,6 |
| 2003/04  | New Jersey Nets | 9  | 0  | 8,1  | 64,7 | 83,3 | 50,0  | 1,3 | 0,1 | 0,3 | 0,0 | 3,3 |
| 2004/05  | New Jersey Nets | 4  | 3  | 15,3 | 18,2 | 25,0 | 100,0 | 1,8 | 0,5 | 0,3 | 0,5 | 2,3 |
| 2008/09  | Boston Celtics  | 12 | 0  | 20,5 | 42,3 | 44,8 | 100,0 | 2,2 | 1,0 | 0,2 | 0,4 | 5,1 |
| 2009/10  | Boston Celtics  | 1  | 0  | 1,0  | 0,0  | 0,0  | 0,0   | 0,0 | 0,0 | 0,0 | 0,0 | 0,0 |
| Carrière | Carrière        | 39 | 3  | 10,6 | 43,7 | 46,3 | 78,6  | 1,3 | 0,4 | 0,2 | 0,2 | 2,7 |

2 Powe · 
5 Garnett · 
9 Rondo · 
11 Davis · 
13 Pruitt · 
20 R. Allen · 
28 Cassell · 
34 Pierce · 
41 Posey · 
42 T. Allen · 
43 Perkins · 
44 Scalabrine · 
50 House · 
66 Pollard · 
93 Brown · 
Coach Rivers